# 壬子兵變
壬子兵變（另稱京保津兵变）发生于1912年2月29日的清帝國宣統帝刚宣布退位詔書後的北京。北洋军曹锟的第三镇（师）下属的军队哗变，一般的说法这是在袁世凯的策划和具体部署下进行，但也有南京国民政府军令部长的徐永昌在回忆录中说这是污蔑。
文史作者金满楼称袁世凯策划“北京兵变”的说法根本不能成立。这次兵变的结果是革命党同意袁世凯在北京就职大總統，袁世凯宣布擁護革命，中华民国定都北京。

## 背景
1912年1月1日，孙中山在南京宣誓就任中华民国临时大总统。当时革命党人主张建都南京，一方面作为革命胜利纪念，另一方面防止国家受制于北洋军。孙中山当时也承诺在袁世凯劝服清帝退位后将大总统的位置让给他，定都南京也能使袁世凯离开自己的根据地，受革命党人的监督。但袁世凯不愿意离开北京，他表面上答应孙中山南下，又以整顿军务为理由暂时留在北京。2月16日，袁世凯致电孙中山，正式表态拒绝南下，理由为“北方军民，尚多分歧，隐患实繁，皇族受外人愚弄，根株潜长，北京外交团向以凯离此为虑，屡经言及。奉、江两省，时有动摇，外蒙各盟，迭来警告，内讧外患，递引互牵，若因凯一走，一切变端立见，殊非爱国救世之素志；若举人自代，实无措置各方面合宜之人，然长此不能统一，外人无可承认，险象环集，大局益危”。
1912年2月15日，孙中山辞去临时大总统职务。当年2月25日，南京临时参议院正式选举袁世凯为临时大总统。27日，临时参议会、临时政府派蔡元培为专使，宋教仁、汪精卫为专员，到北京迎接袁世凯南下就职。蔡元培一行于2月27日抵达北京，当天下午会见袁世凯表明来意，袁世凯表示愿意南下。2月29日袁世凯与专使团举行茶话会。

## 兵变
29日晚8时，北洋陆军第三镇以索饷为名发动了兵变。叛乱部队打到专使团的住所，蔡元培等人在表明身份无效后逃出，避入东交民巷内的六国饭店。下半夜西城、北城也发生骚乱，土匪和部分巡警加入抢劫。当晚袁世凯亲信并未阻止兵变，陆建章的执法处并无干预，掌管警政的赵秉钧当晚传令全城巡警一律撤岗。
各国驻华公使根据《辛丑条约》，纷纷调集军队进入北京保护使馆的安全，并威胁袁世凯如不尽快稳定局势就调集更多的兵力进入北京。兵变也蔓延到了保定和天津地区。
据唐绍仪回忆，蔡元培专使团当时在没有办法的情况下找他与袁世凯商讨。他到了袁世凯家，正好北洋军第三镇师长曹锟前来报告称“报告大总统，昨夜奉大总统密令，兵变之事，已办到矣。”袁世凯说：“胡说，滚出去！”唐绍仪的个人回忆是唯一的孤证，从而遭到质疑，南京国民政府军令部长的徐永昌在回忆录中称“正月十二第三镇在北京兵变，初非袁世凯所主使，有些人委称系袁世凯指使，以抗议南方代表要求迁都南京者，实乃诬传。”
事后统计，京奉、京汉铁路局，大清、交通、直隶三银行以及制币厂遭劫掠，商民遭抢劫者四千余家。

## 事后结局
叛乱平息后，京城商界人士吁请袁世凯“万勿南下”，副总统黎元洪也通电全国表态：“舍南京不至乱，舍北京必至亡。” 南方各省纷纷附和。这样的局势使蔡元培也不免受到蒙蔽，他于3月2日向南京政府发电，要求参议院迅即同意“确定临时政府之地点为北京”和“袁不必南行”之要求。 处于被动的孙中山只得作出让步。3月6日，南京临时参议院决议，允袁世凯在北京就职。3月10日袁世凯在北京石大人胡同前清外务部公署就任临时大总统。
当时任第三镇参谋官杨雨辰在回忆录中说：“这场兵变是有预谋、有组织而发动的，是袁氏父子早在数日前就蓄谋制造的乱局。”